# Estação Antonio Machado

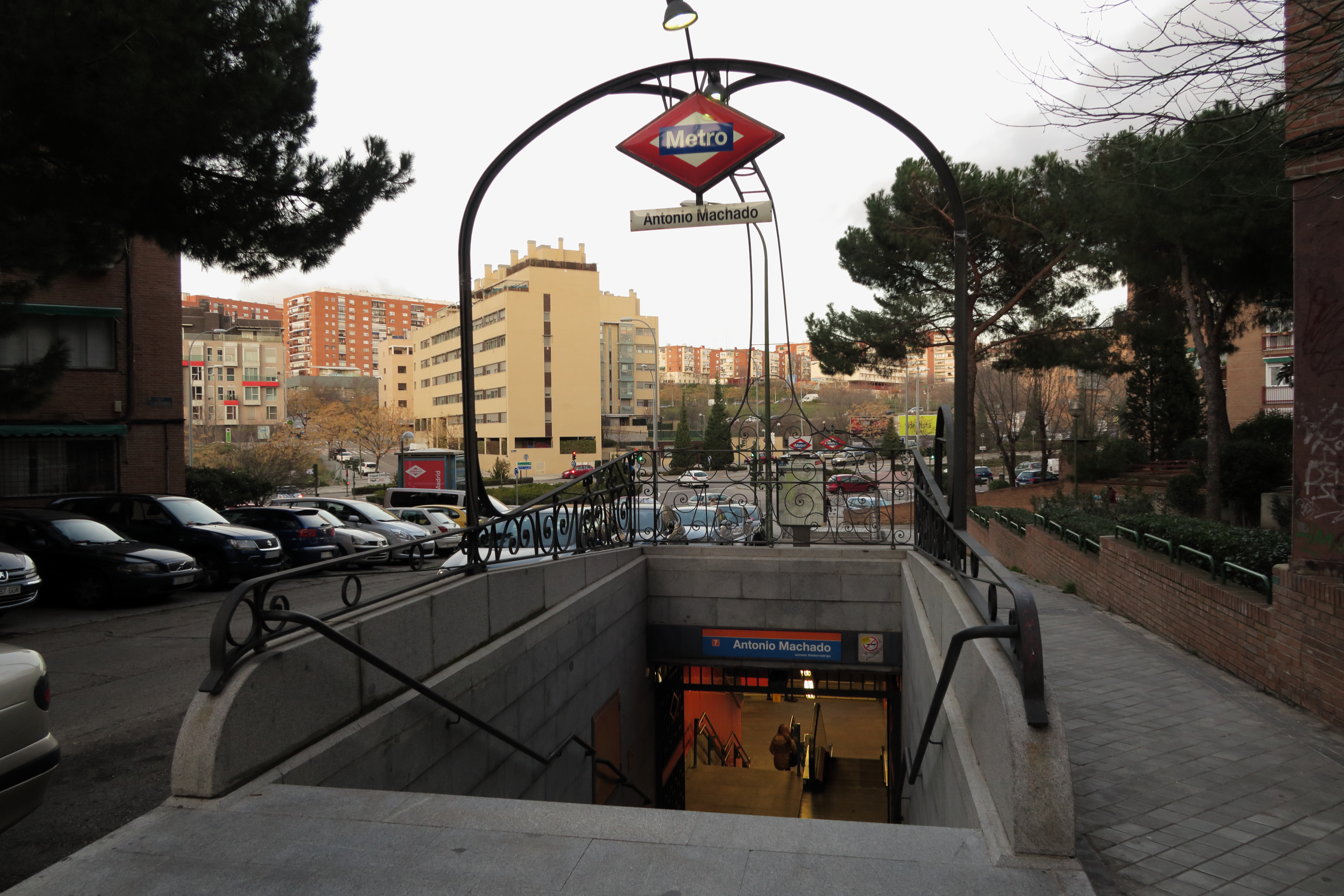
Acesso a estação

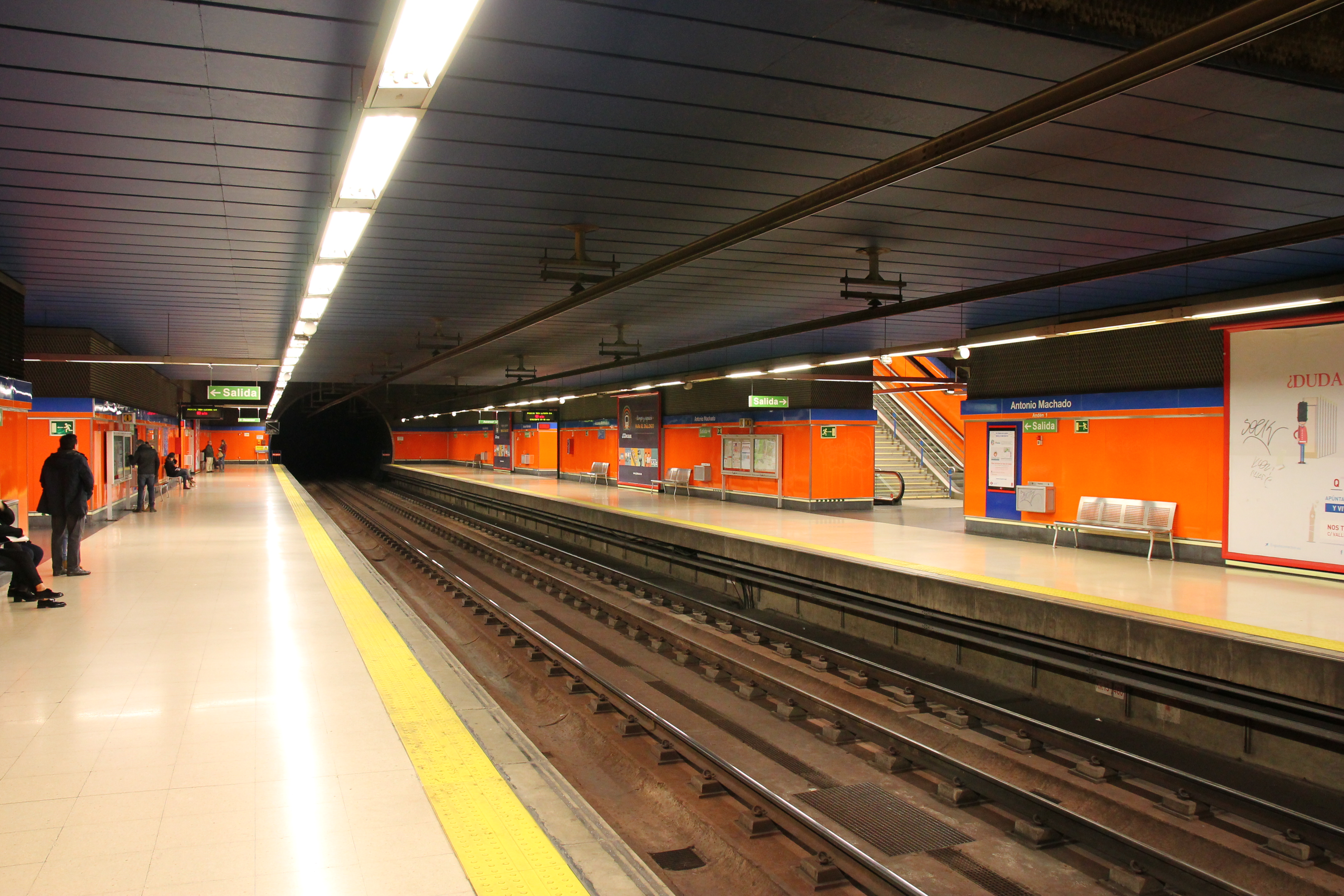
Plataforma de embarque

Antonio Machado é uma estação da Linha 7 do Metro de Madrid.

## História
A estação foi inaugurada em 29 de março de 1999.